# Seilbahnstütze

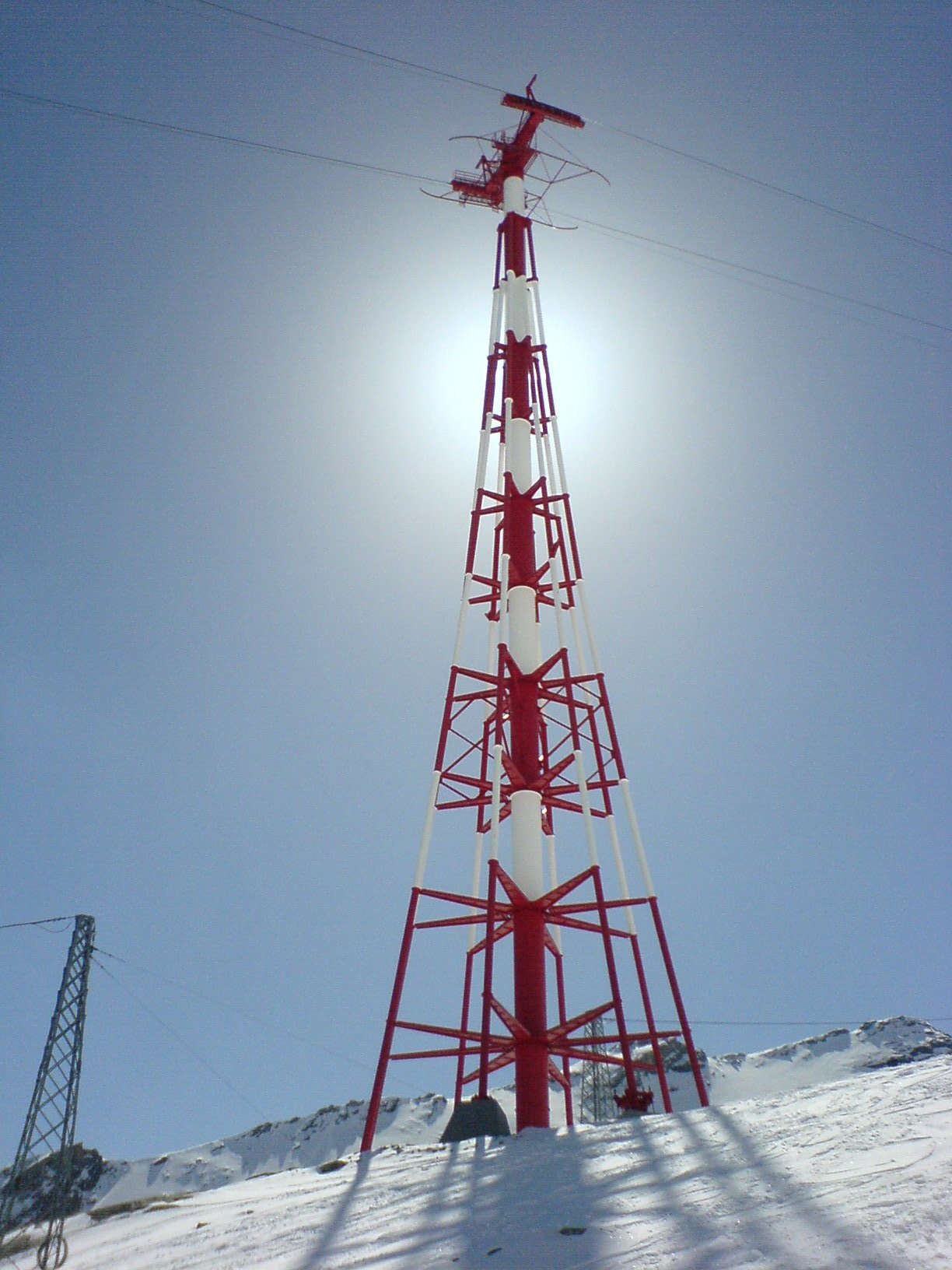
Die Stütze 7 der Gletscherbahn Kaprun, mit 113,6 m die bis 2016 höchste Seilbahnstütze der Welt

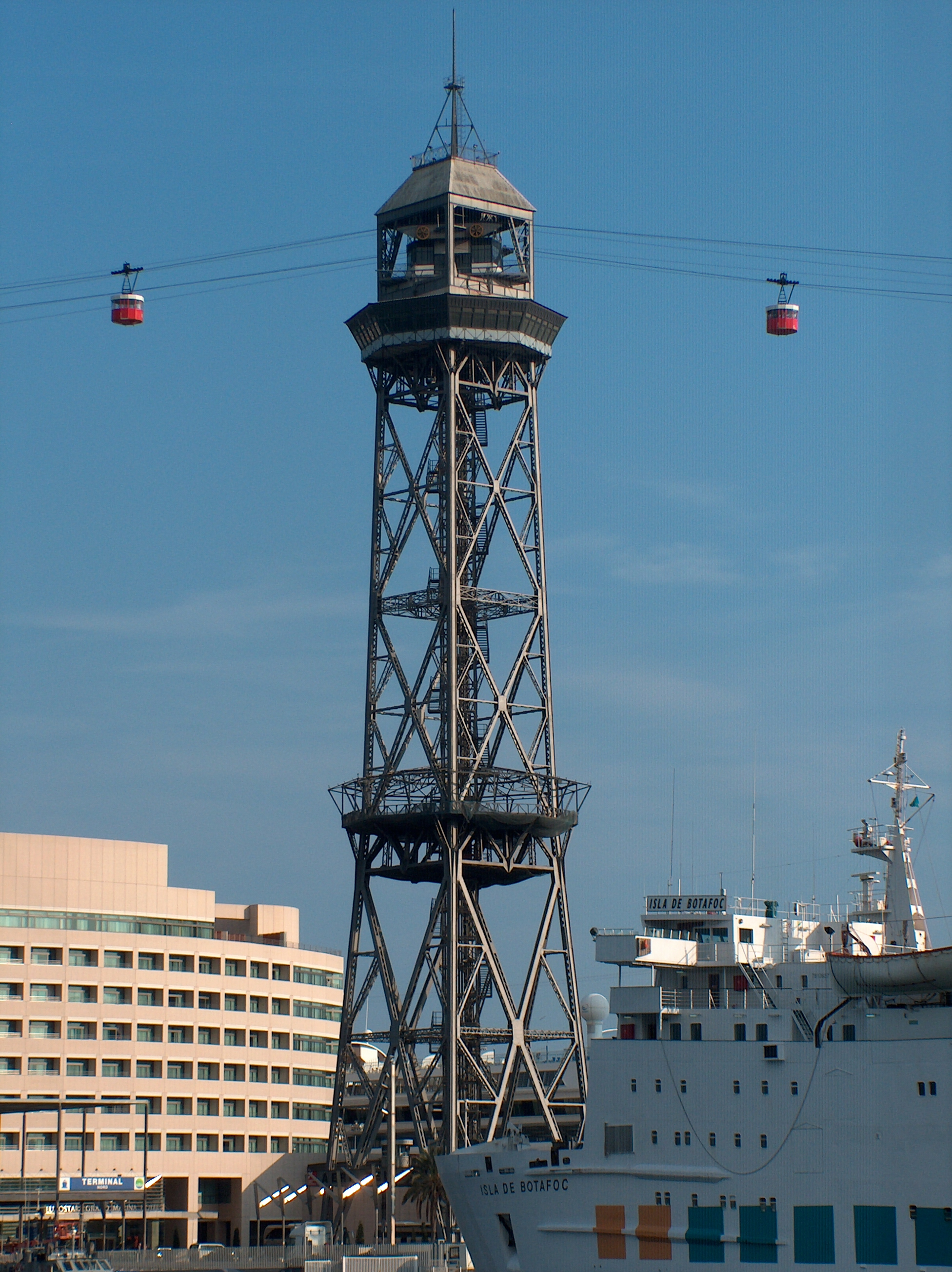
Der Torre Jaume I, die höchste Seilbahnstütze mit regulärer öffentlicher Haltestation

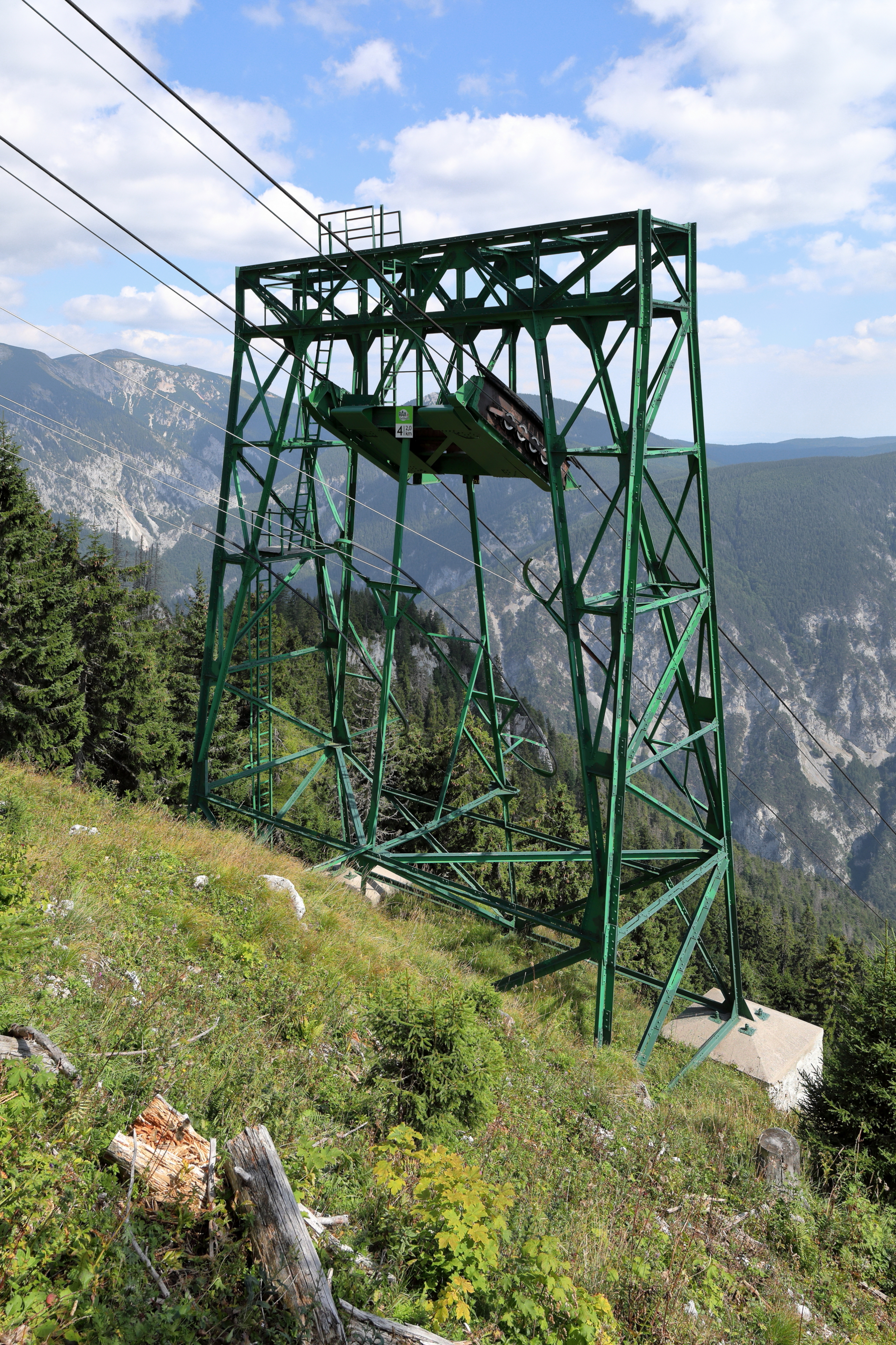
Portalstütze der Raxseilbahn; Bj. 1920er Jahre

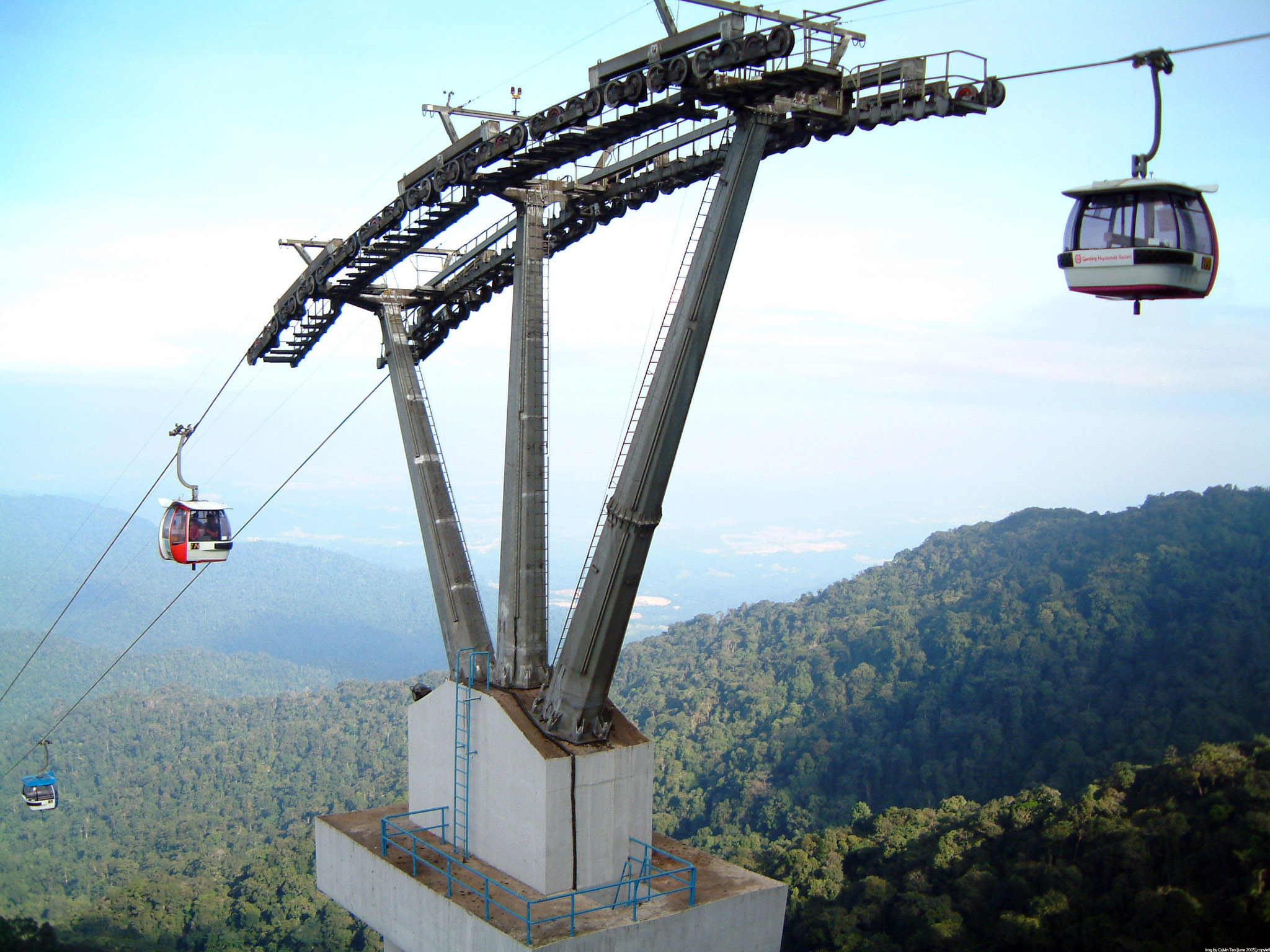
Aufwändige Stützenkonstruktion (Genting Highlands, Malaysia)

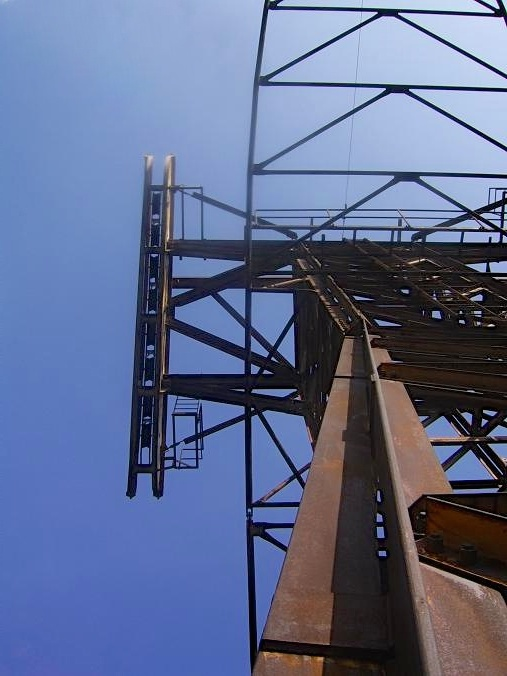
Tragseilschuh an einer Fachwerkstütze der nie fertiggestellten Seilbahn Campione – Sighignola

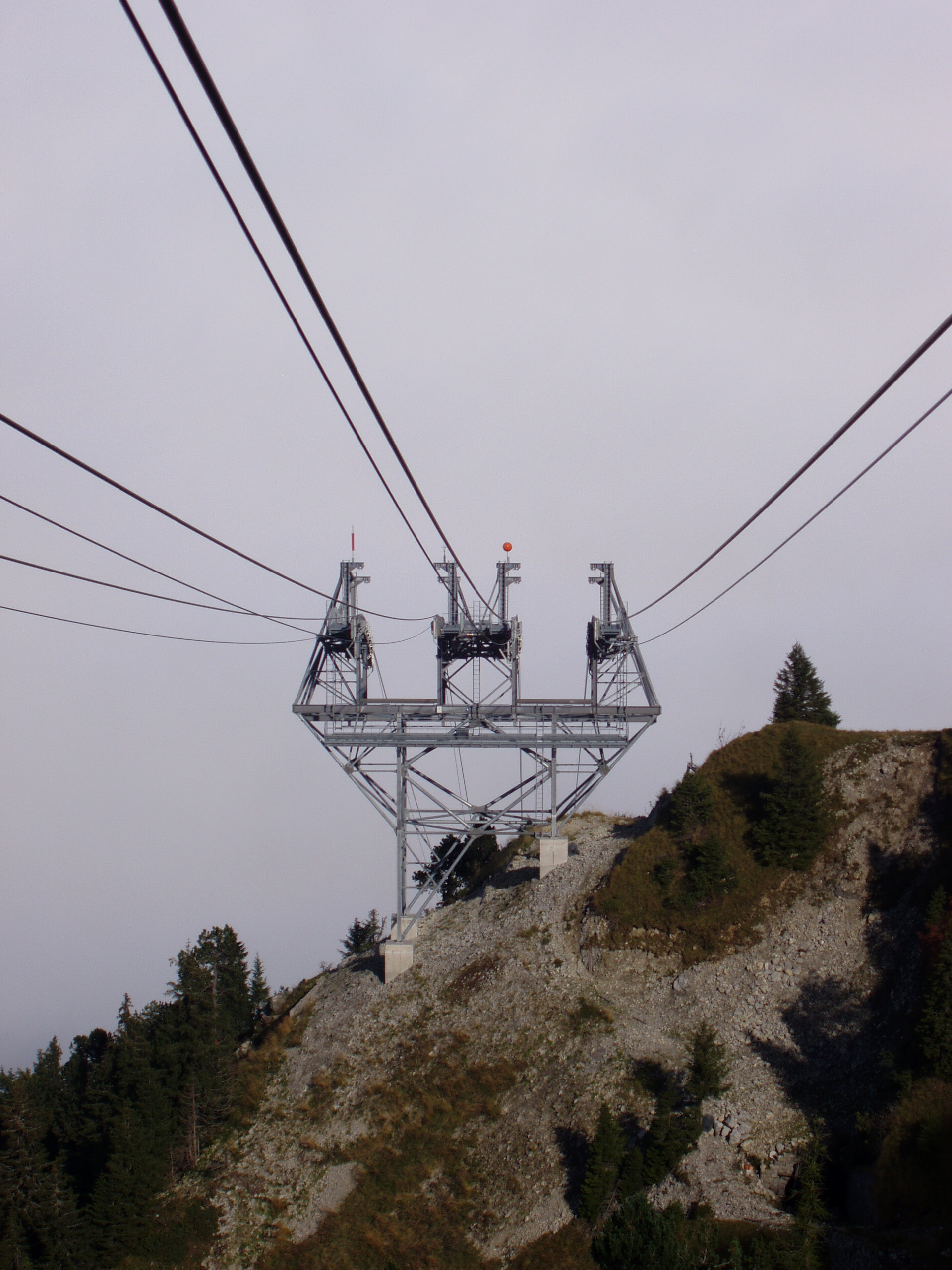
Mast der Stanserhorn-Bahn, mit je zwei Trag- und zwei Zugseilen

Eine Seilbahnstütze (Schweizer Hochdeutsch; Mast) ist eine turmartige Konstruktion zur Spurführung und Stützung der Seile einer Luftseilbahn oder eines Schleppliftes, um einen definierten Abstand der an den Seilen verkehrenden Fahrzeuge oder Gehänge über dem Gelände zu gewährleisten.

## Bauweise
Seilbahnstützen können als Stahlfachwerkkonstruktion ausgeführt werden, aber auch als Stahlrohr- oder Blechkastenkonstruktion, seltener als Stahlbetonkonstruktion. Manchmal wird aus gestalterischen Gründen anstelle des eigentlich wirtschaftlicheren Stahlgittermastes ein geschlossener Stahlkörper gewählt.
Holzstützen kommen nur noch bei kleinen Materialseilbahnen vor. Im Zweiten Weltkrieg wurde in der Nähe von Mittersill mit dem Bau einer Seilbahn begonnen, die eine 80 Meter hohe Holzstütze hatte. Allerdings ging diese Anlage nie in Betrieb und wurde 1955 zerstört.
Seilbahnstützen bestehen aus Fundament, Stützenfuß, dem eigentlichen Mast (oder Mittelteil) und dem Querhaupt, dies sind Kragarme, an dessen äußeren Enden die seiltragenden und -führenden Bauteile (siehe Abschnitt Funktion) angebracht sind. Sie können aber auch, insbesondere bei kleineren Seilbahnanlagen und Schleppliften, als Portalstützen ausgeführt werden, bei denen die seiltragenden und -führenden Bauteile innerhalb der Konstruktion an einer Traverse angebracht sind, die beidseitig von Portalträgern getragen wird.
Insbesondere bei Großkabinenbahnen müssen Seilbahnstützen hohen dynamischen Belastungen standhalten. Mitunter werden Seilbahnstützen nicht als vertikale, sondern als diagonale Konstruktion aufgeführt, um die auftretenden Kräfte besser in den Untergrund übertragen zu können. Begegnen sich die Kabinen einer Pendelbahn direkt an der Stütze, so muss diese wegen der dadurch erhöhten Windlasten verstärkt ausgeführt werden.
Die Höhe der Stütze hängt ab vom Geländeprofil und den Anforderungen an die zulässigen Mindest- und Maximalhöhen der jeweiligen Seilbahnbauart über dem Gelände. Im Gebirge kann es vorkommen, dass anstelle einer kleinen Stütze, die auf schlechtem Untergrund stehen würde oder an einer schwer zugänglichen Stelle gebaut werden müsste, an anderer Stelle eine wesentlich höhere Stütze gebaut wird.
Seilbahnstützen haben regelmäßig Steigleitern für das Wartungspersonal, manche sehr hohe Konstruktionen auch einen Wartungsaufzug. Oft hat das Wartungspersonal von den Gondeln oder von speziellen, am Seil fahrenden Wartungsfahrzeugen aus Zugang zu den wartungsbedürftigen Bauteilen der Stützen.
Mitunter können Seilbahnstützen sehr aufwändig konstruiert sein, besonders dann, wenn sie zugleich einen Zwischenhalt zum Ein- und Ausstieg beherbergen. Dies kann z. B. für den Wintersport von Bedeutung sein. Die bekannte Seilbahnstütze Torre Jaume I der Hafenseilbahn Barcelona besitzt auf ihrer Spitze eine Zwischenstation, die mit Hilfe eines Aufzugs zugänglich ist.
Beispiele:
1. ↑  so bei der Predigtstuhlbahn und der Seilbahn Jenesien
2. ↑  so bei der Portland Aerial Tram
3. ↑  Beispiel: Seilbahn Gant–Hohtälli, vergl. Größte Stütze, seilbahnen.org

### Sonderbauformen

#### Gletscherstütze
Für leichte Gondelbahnen, Sesselbahnen und Schlepplifte auf Gletschern gibt es besondere Gletscherstützen.

#### Hängestütze
Eine Seilbahnstütze ungewöhnlicher Bauart ist die Hängestütze, die ohne Mast und Stützenfuß auskommt. Die normalerweise am Querhaupt befestigten Teile sind an einem quer zu den Trag- und Förderseilen verlaufenden Seil aufgehängt, das an Ankerpunkten in Felsen befestigt ist.
Ein prominentes Beispiel für eine solche Hängestütze (französisch Pylône suspendu) ist die Kleinkabinenbahn Vallée Blanche im Mont-Blanc-Massiv. Zwischen zwei Felsen, dem Großen und dem Kleinen Flambeau, sind schräg zur Fahrtrichtung drei je 315 Meter lange Seile gespannt, welche die Funktion der Tragkonstruktion übernehmen, da der Bau einer konventionellen Stütze auf dem Gletscher nicht möglich war. An den drei Querseilen befinden sich zwei Stahlgerüste, an denen jeweils wiederum die Seiltragschuhe und Rollenbatterien der beiden Fahrspuren befestigt sind.
Der Hohstocklift bei der Belalp und die Materialseilbahn zur Essener-Rostocker-Hütte verfügen ebenfalls über je eine Hängestütze.
Die 1953 in Betrieb genommene Luftseilbahn Handegg–Gerstenegg der Kraftwerke Oberhasli wies ebenfalls eine Hängestütze auf, welche die Seile aus einem Lawinenhang anhob, so dass sie von der Lawine nicht beschädigt werden konnten. Die Bahn wurde im Frühjahr 2004 abgebrochen.
Derartige Konstruktionen werden nicht nur als Seilbahnstütze verwendet. So war die Sendeantenne des Senders Malabar an quergespannten Seilen befestigt und die Hochspannungsleitung Kemano-Kitimat überquert auf diese Weise ein lawinengefährdetes Gebiet.
Eine weitere Seilbahn mit Hängestütze war die Bauseilbahn Tierfehd–Chinzen–Hintersand, die von 1959 bis 1969 für den Bau der Kraftwerke Linth-Limmern in Betrieb war.

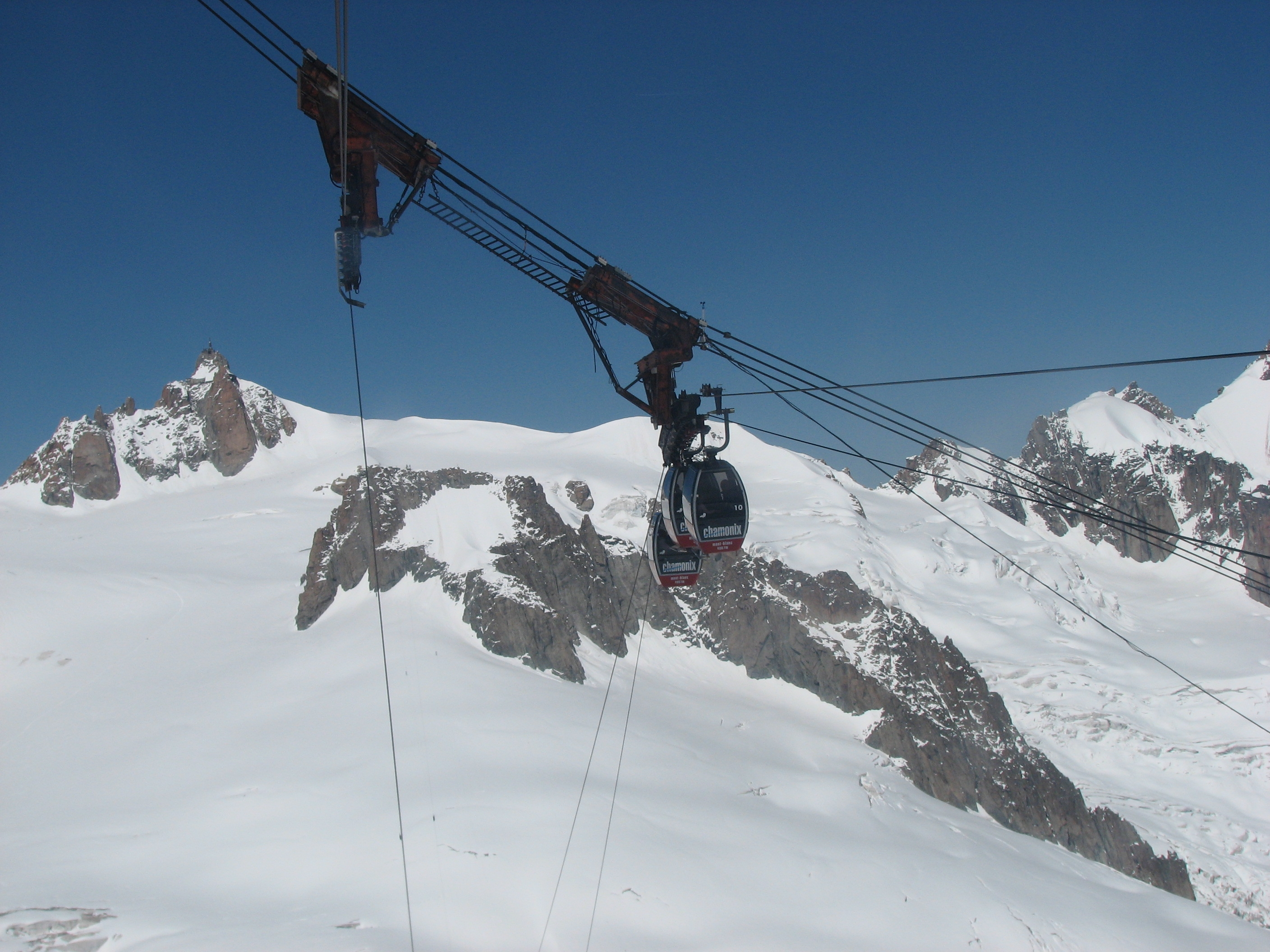
Hängestütze der Kleinkabinenbahn Vallée Blanche
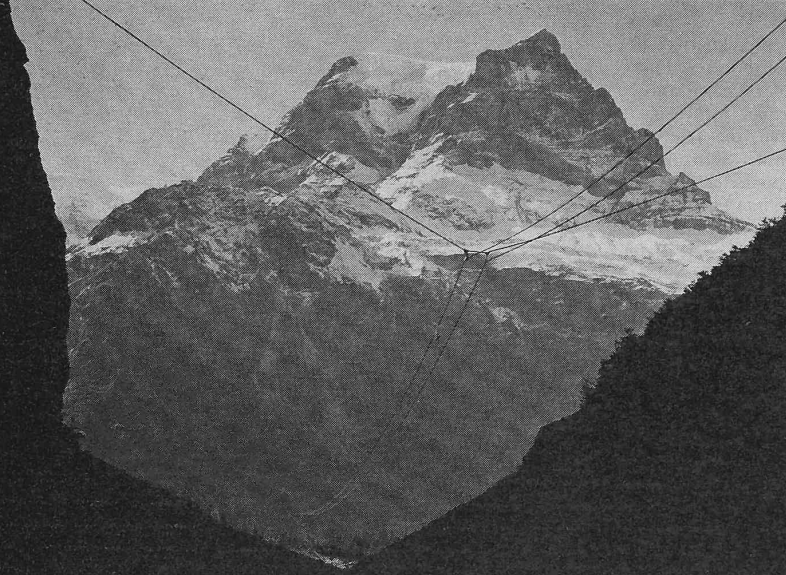
Hängestütze der Bauseilbahn Tierfehd–Chinzen–Hintersand über der Sandalp
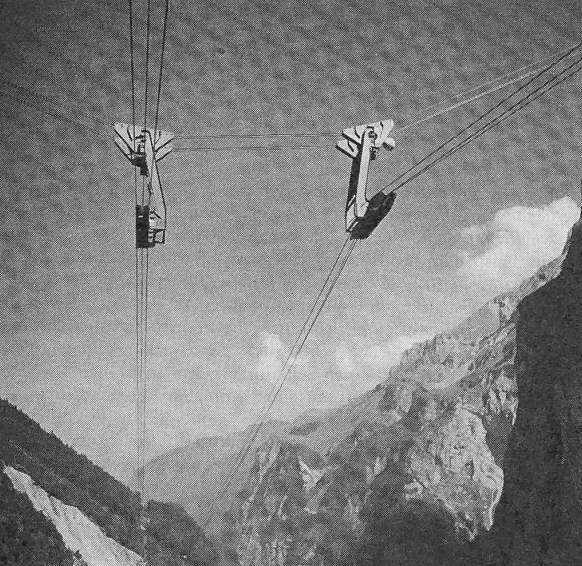
Detail der Hängestütze der Bauseilbahn Tierfehd–Chinzen–Hintersand
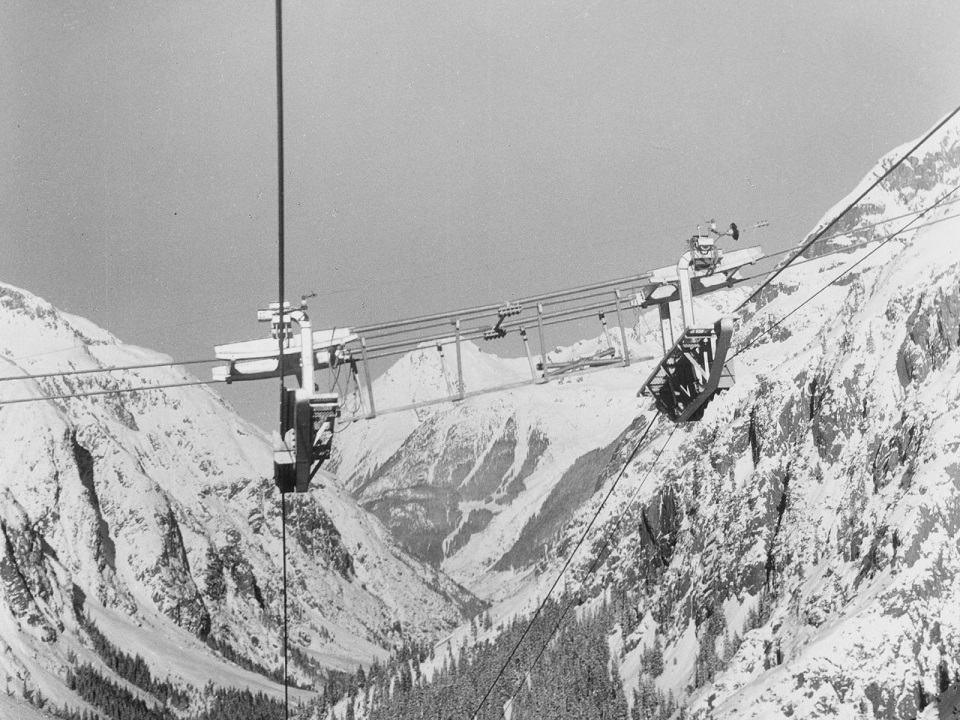
Hängestütze der Luftseilbahn Handegg–Gerstenegg von 1953
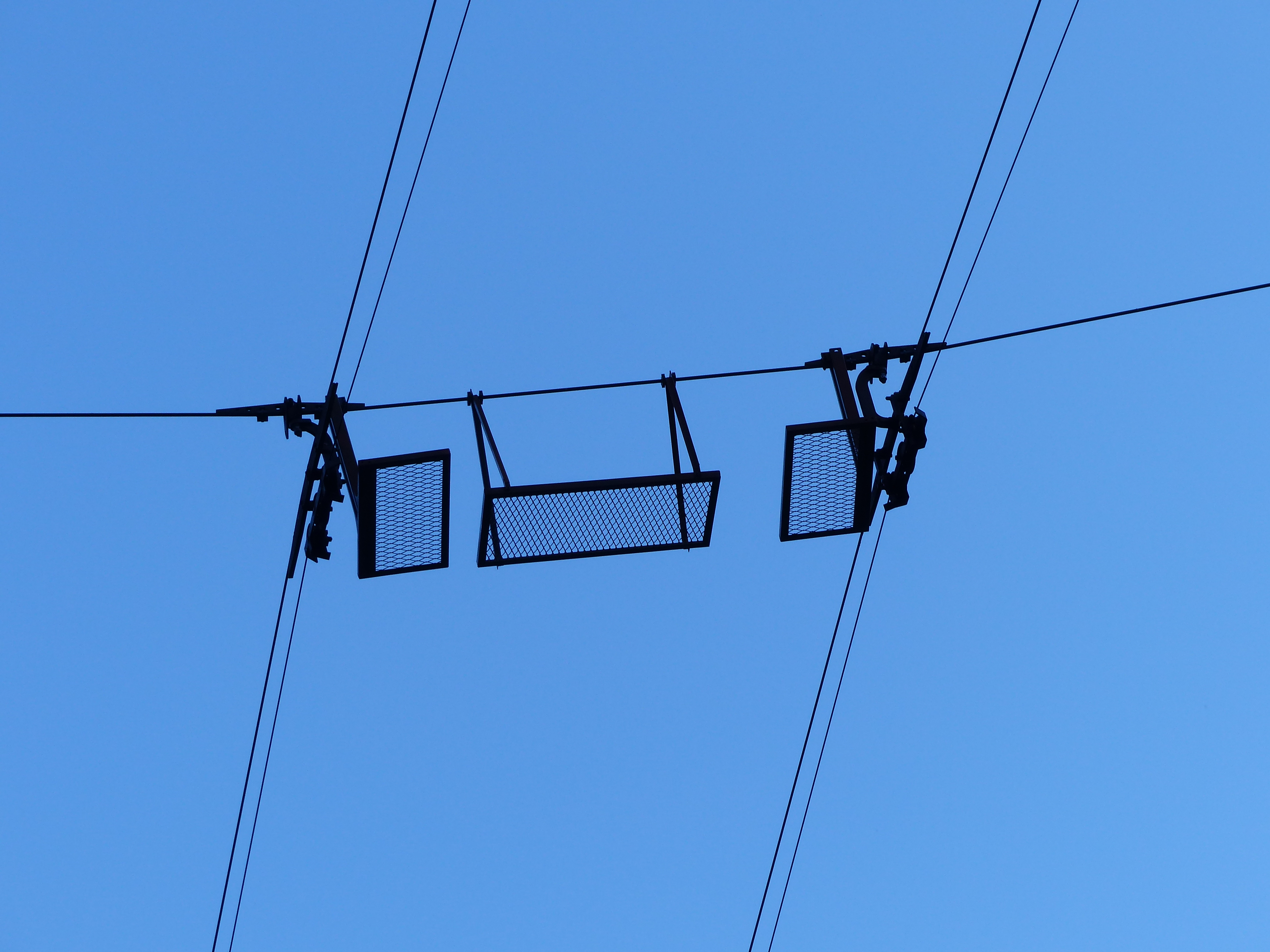
Hängestütze der Materialseilbahn zur Essener-Rostocker-Hütte

#### Doppelstütze
Doppelstützen dienen als gemeinsamen Stütze für zwei parallel verlaufende Seilbahnen, insbesondere Schlepplifte. Doppelstützen können sowohl als zwei miteinander verbundene Stützen mit Kragarmen als auch als Portalstützen ausgeführt werden.

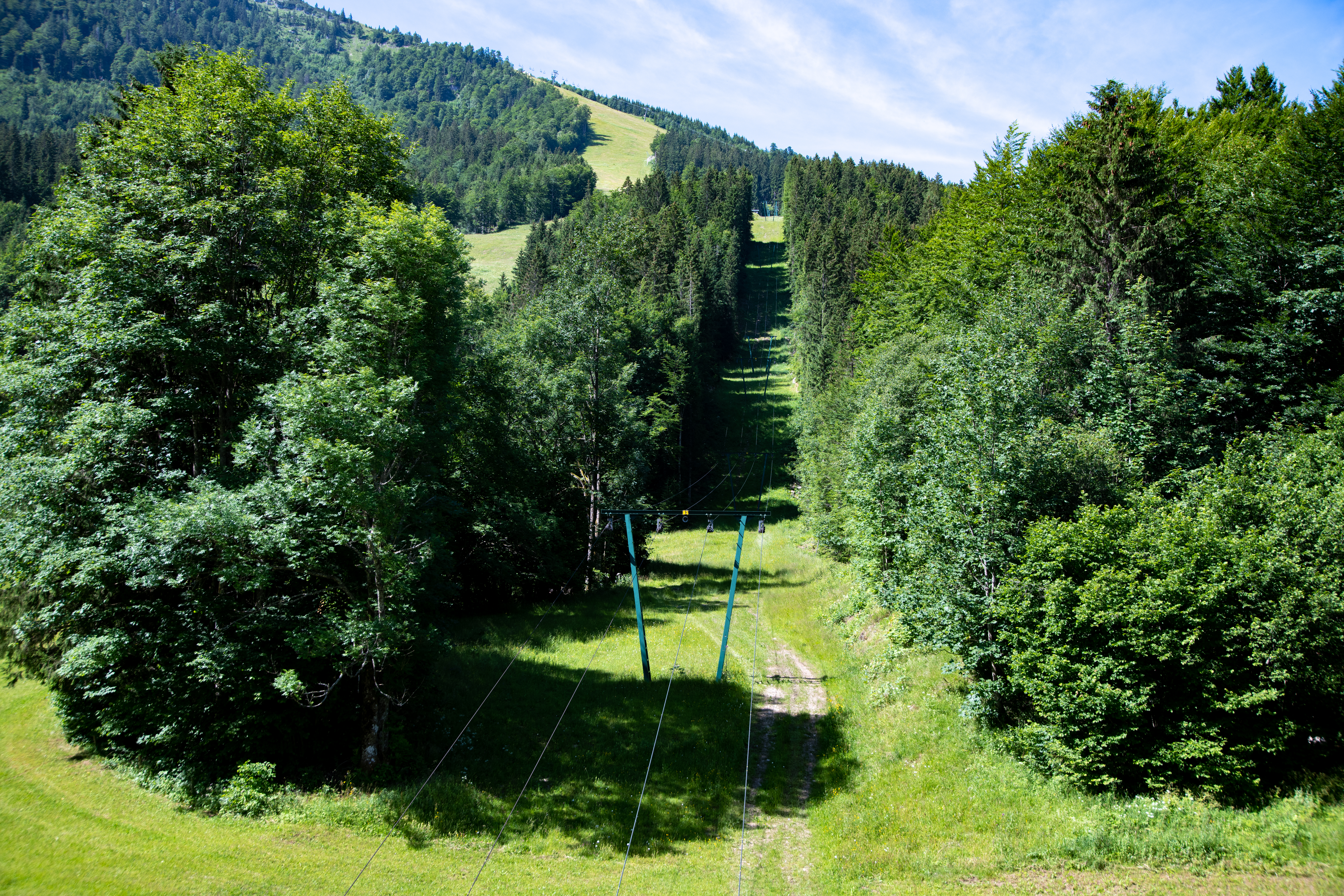
Doppelschlepplift Fuchswald am Ötscher mit Doppelstützen

#### Zwirbelkurven
Zwirbelkurven, die bei Kurvenschleppliften zur Richtungsänderung gebaut werden, können für Schlepplifte besonders hohe Stützen erfordern, da das Zugseil hier in drei Ebenen verläuft. Am Schnittpunkt der Ebenen können an derselben Stütze je eine Umlenkrolle für Berg- und Talweg sowie stützende Rollen für die dritte Ebene angebracht werden.

## Funktionsweise

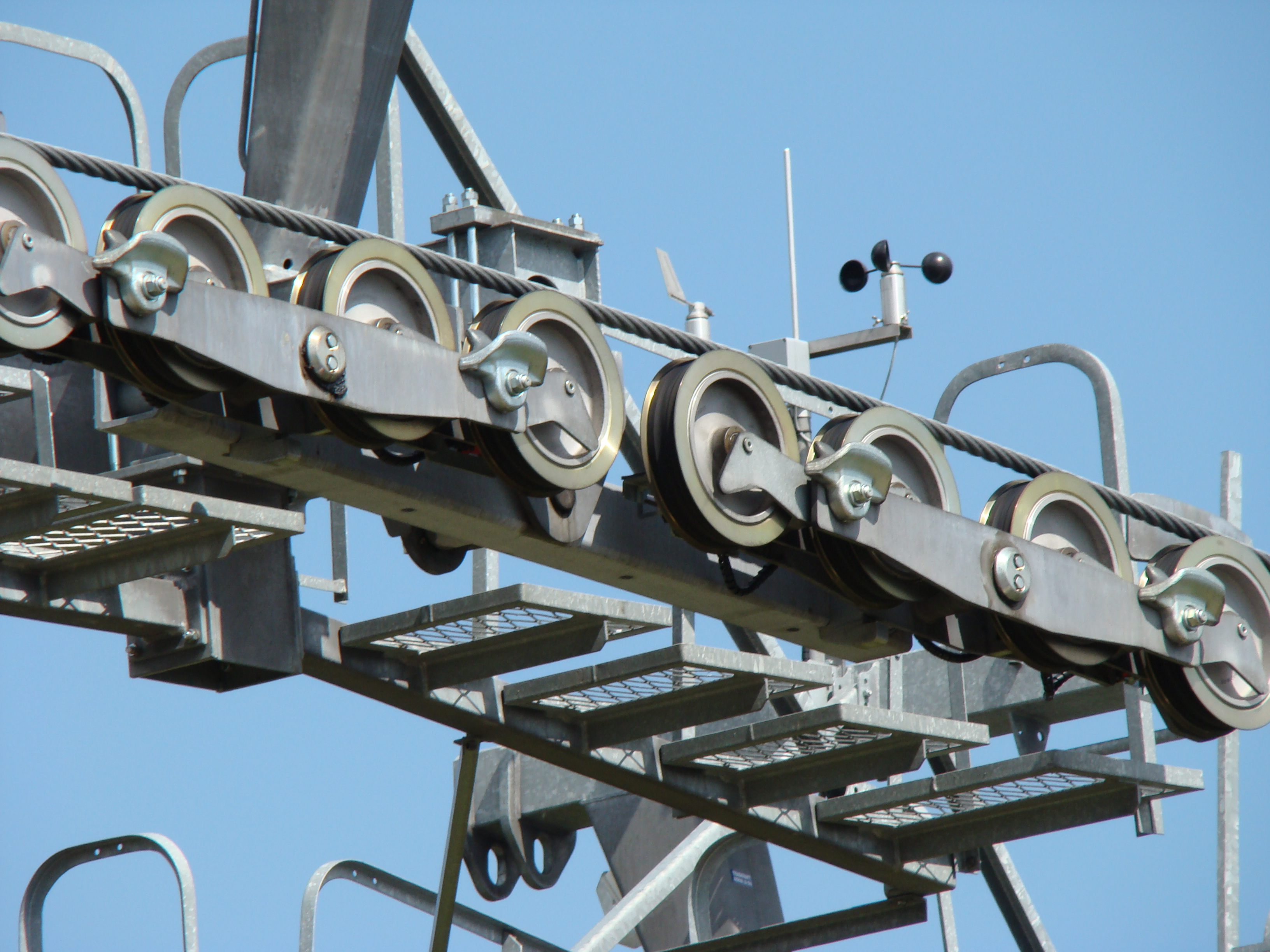
Rollenbatterie einer Einseil-Umlaufbahn

### Führung von laufenden Seilen
Zur vertikalen und horizontalen Führung laufender Seile (Zug- und Förderseile) werden Hohlkehl-Seilrollen verwendet, deren Lauffläche im Regelfall mit einer Gummi- oder Kunststoffeinlage versehen ist, dem Rollenfutter. In dieses ist die eigentliche Seilrille eingearbeitet, in der das Seil läuft. Erhöhte Rollenborde sollen ein seitliches Abspringen (Entgleisen) des Seils verhindern.
Werden mehrere Rollen hintereinander eingesetzt, um die Ablenkungs- und Biegewinkel des Seiles an den Einzelrollen zu vermindern, so werden diese Rollen jeweils paarweise hintereinander stehend in Rollenwiegen oder Rollenwippen gelagert, um nach dem Prinzip des Waagebalkens eine gleichmäßige Rollenlastverteilung sicherzustellen. Mehrere in einem Stahlrahmen hintereinander angeordnete Rollenwiegen sind eine Rollenbatterie, diese sind wiederum drehbar gelagert an den Enden der Querhäupter der Stütze in der Spurbreite der Anlage angebracht.

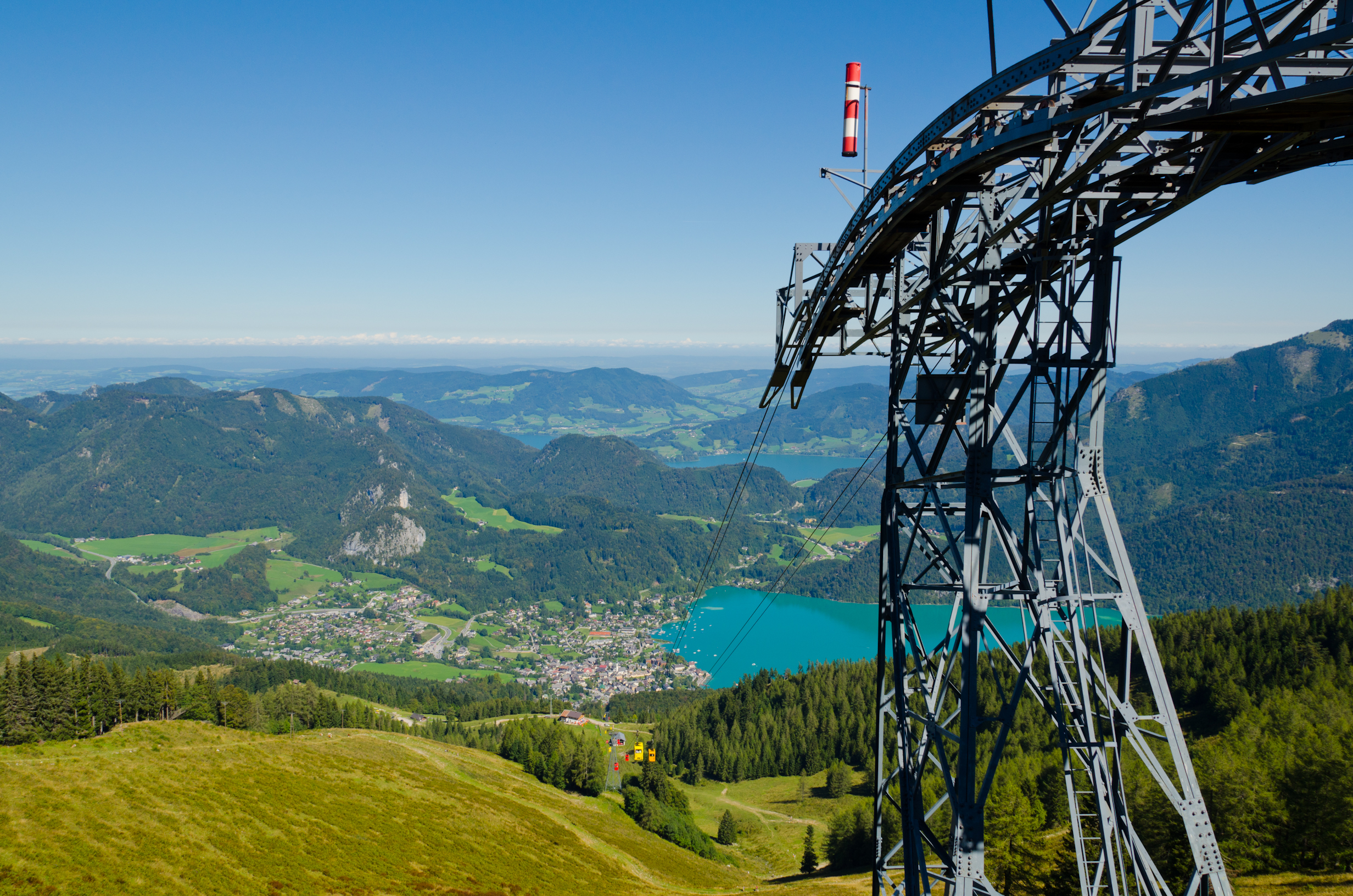
Kuppengerüst an der Bergstation der Zwölferhornseilbahn, Sankt Gilgen

Je stärker die erforderliche Ablenkung des Seiles, z. B. um einen sanften Übergang von einem Steigungsteil zu einer horizontalen Stationseinfahrt einer Gondel- oder Sesselbahn zu erreichen, desto länger und aufwändiger müssen die Rollenbatterien an den Stationsstützen ausgeführt werden. Werden solche umfangreichen Rollenbatterien mit großer Neigungsänderung in einem einzigen, verbundenen Bauwerk zusammengefasst, so spricht man von einem Kuppengerüst.

### Zwei- und mehrseilige Bahnen
Bei mehrseiligen Bahnen mit getrenntem Zug- und Tragseil, z. B. bei Pendelbahnen, müssen nicht nur die laufenden Zugseile, sondern auch die statischen Tragseile so gestützt werden, dass sie von den Laufwerken der Fahrzeuge überfahren werden können. Die Tragseile liegen dazu auf metallenen Seiltragschuhen; dies sind schienenartige Bauteile mit einer rillenförmigen Nut auf der Oberseite, in der die Tragseile liegen und zum Ausgleich des wandernden Fahrzeuggewichts und der unterschiedlichen Spannlast in Fahrtrichtung hin- und hergleiten können.
Bei älteren Konstruktionen, insbesondere bei Lorenseilbahnen, sind diese Tragschuhe um einen Zapfen drehbar angeordnet, um sich den verschiedenen im Betrieb auftretenden Seilablenkwinkeln anzupassen. Bei modernen, größeren und schneller fahrenden Anlagen sind die Tragschuhe länger und in der Form eines stehenden, nach oben gewölbten Bogensegmentes fest an die Querhäupter montiert. Die Länge des Tragseilschuhs und sein Bogenradius sind so bemessen, dass unter allen im Betrieb auftretenden Seilablenkwinkeln der zu- und wegführenden Seilstrecken keine übermäßige Seilbiegung auftritt und eine sanfte Überfahrt der Fahrzeuge möglich ist.
Bei Seilbahnen mit Fangbremsen (dazu zählen die meisten Pendelbahnen) sind die Tragseilschuhe im Schnittprofil so geformt, dass auch während der Stützenüberfahrt die Bremsbacken der Fangbremse auf das Tragseil wirken können, dazu liegt das Seil im Regelfall nur im unteren Drittel seines Umfanges in der Rille auf.
Die Zugseile laufen über Rollenbatterien meist unmittelbar unterhalb der Tragseilschuhe, bei Bahnen mit zwei Tragseilen zwischen den Seilschuhen. Bei älteren Anlagen und Materialseilbahnen gibt es noch die tiefe Zugseilablage, bei denen das Zugseil auf Seilrollen gelegt wird, die an zusätzlichen Kragarmen unter dem Niveau der Fahrzeuge gelagert sind. Diese Rollen sind mit Seileinweisern, einer Bügelkonstruktion versehen, die das Seil, das beim Passieren eines jeden Fahrzeuges abgehoben wird, wieder in die Laufrolle ablegen.(Beispiele Materialseilbahn Leimen–Nußloch, Brauneck-Bergbahn).

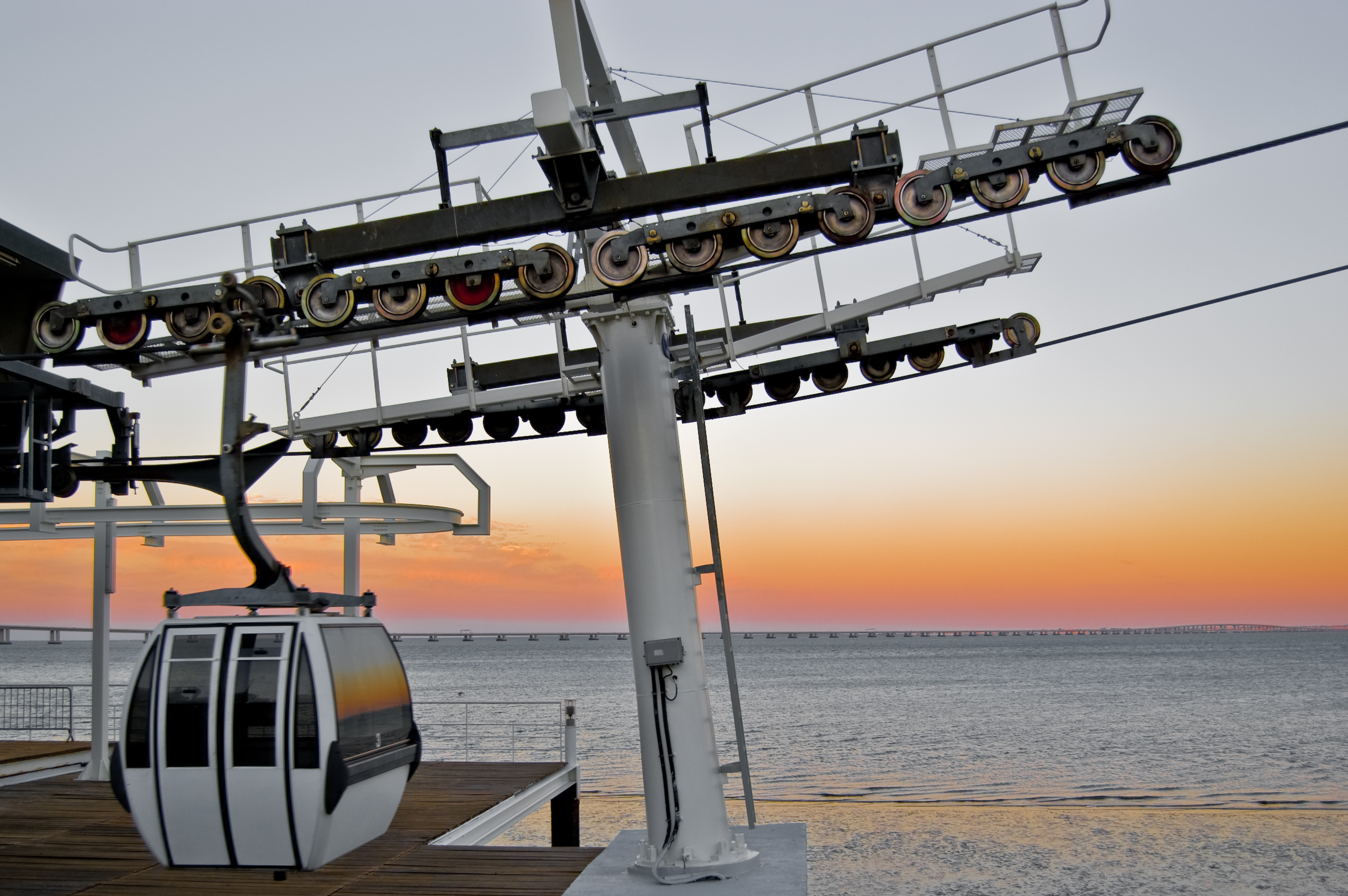
Niederhalte-Stütze einer Gondelbahn

### Hoch- und Niederhalter
Während Seilbahnstützen bei mehrseiligen Seilbahnsystemen die Seile immer tragen und dazu auf der Oberseite überfahren werden, gibt es bei Einseilbahnen und Skiliften zur Einhaltung des Bodenabstandes je nach Geländeerfordernissen, insbesondere aber vor den Talstationen, auch Stützen, die von den Seilen auf der Unterseite durchlaufen werden. Diese Stützen werden als Niederhalter oder Niederhaltestützen bezeichnet. Bei Schleppliften können Niederhaltestützen in Talrichtung bei ausreichend hoher Seilführung ausgelassen werden, da in diese Richtung keine Personenbeförderung möglich ist; dieses Prinzip lässt sich auch bei Sesselliften und Gondelbahnen anwenden, wenn die Talfahrt untersagt wird.
Stützen, bei denen das Seil zwischen einer oben- und einer untenliegenden Rollenbatterie durchgeführt wird, nennt man Wechsellaststützen. Diese Bauweise kann erforderlich werden, wenn bei wenig Seilablenkung und damit wenig Auflagekraft auf den Rollen positive oder negative Lastfälle an der Stütze auftreten können.

Vor der Einführung von Wechsellaststützen wurde an solchen Stellen eine Kombination aus einer etwas niedrigeren Niederhaltestütze und einer höheren Hochhaltestütze in kurzem Abstand zueinander aufgestellt, womit eine ausreichende Seilablenkung erzielt wurde. Eine solche Kombination wird als Rösselsprung bezeichnet.
Als Besonderheit fährt auch die Standseilbahn Schwyz–Stoos in der Schweiz horizontal aus der Talstation und benötigt deshalb ein Niederhaltesystem für das Zugseil.

## Galerie von Bautypen

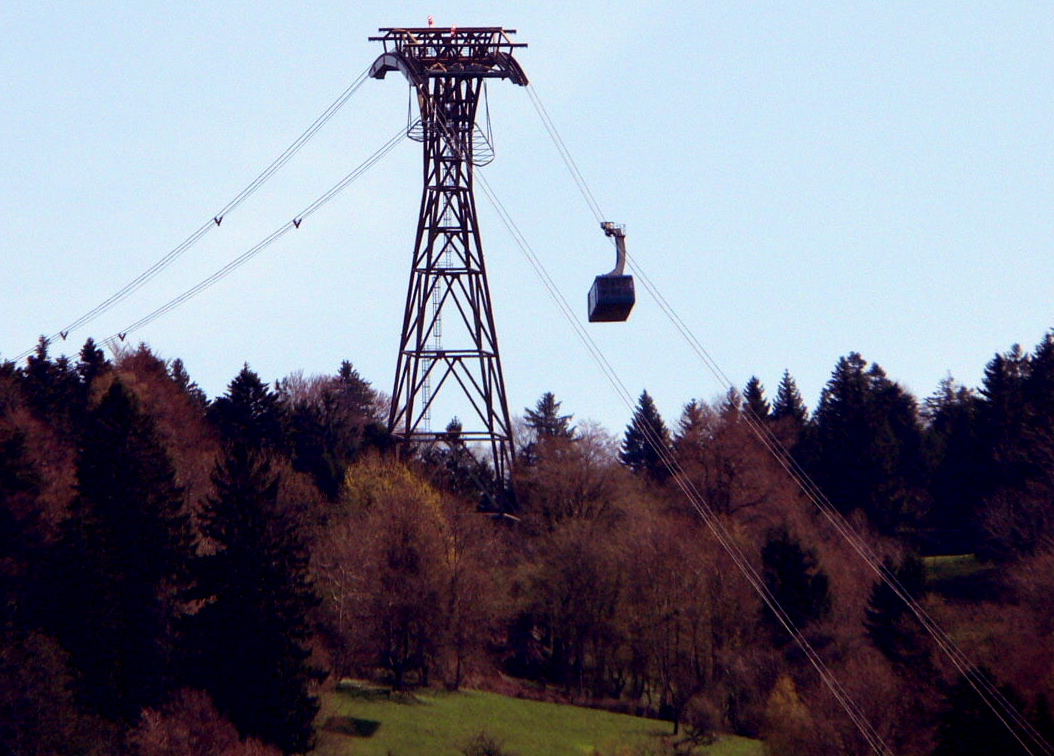
Seilbahn auf den Pfänder in Bregenz
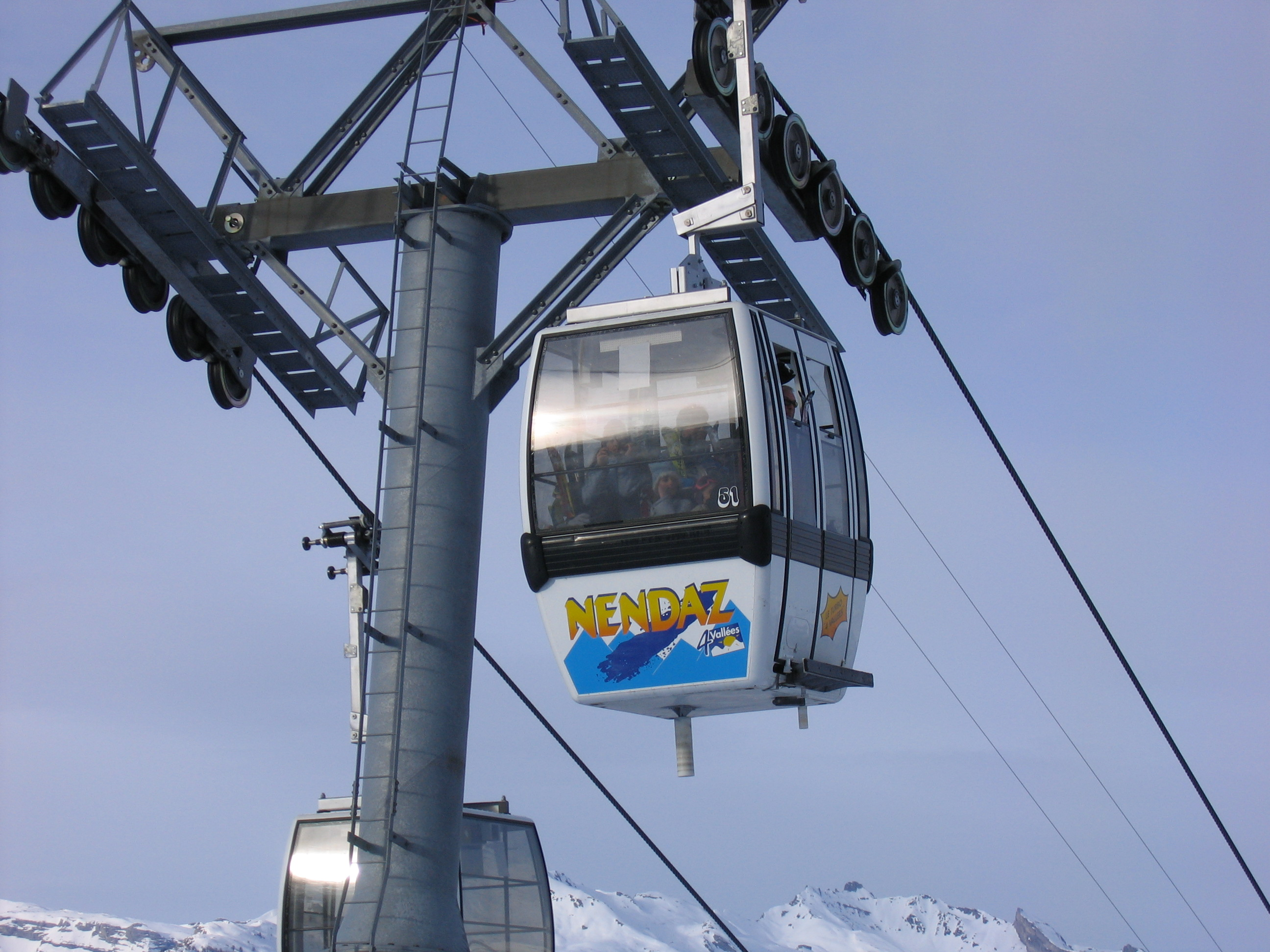
Haute-Nendaz, Kanton Wallis
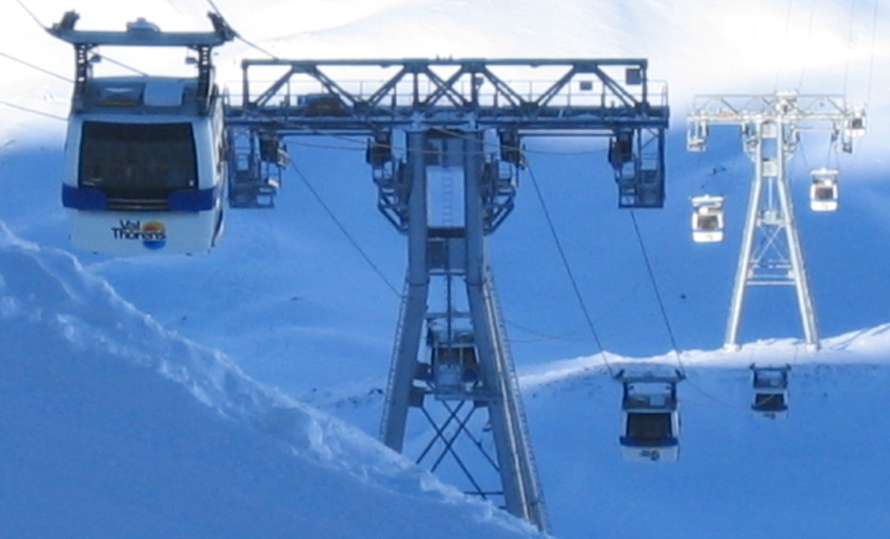
Funitel in Val Thorens, Frankreich
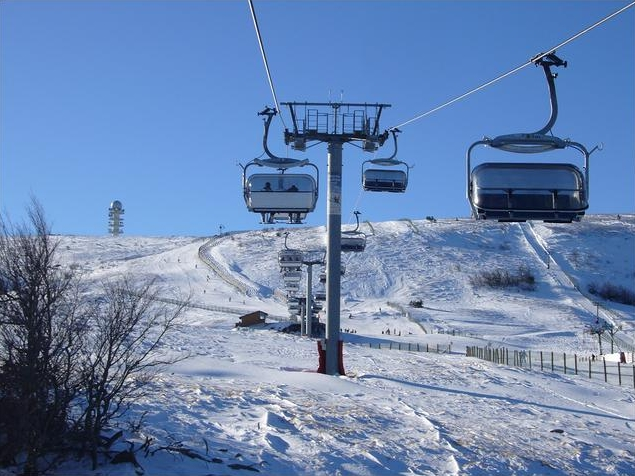
Sesselbahn Chalmazel, Frankreich
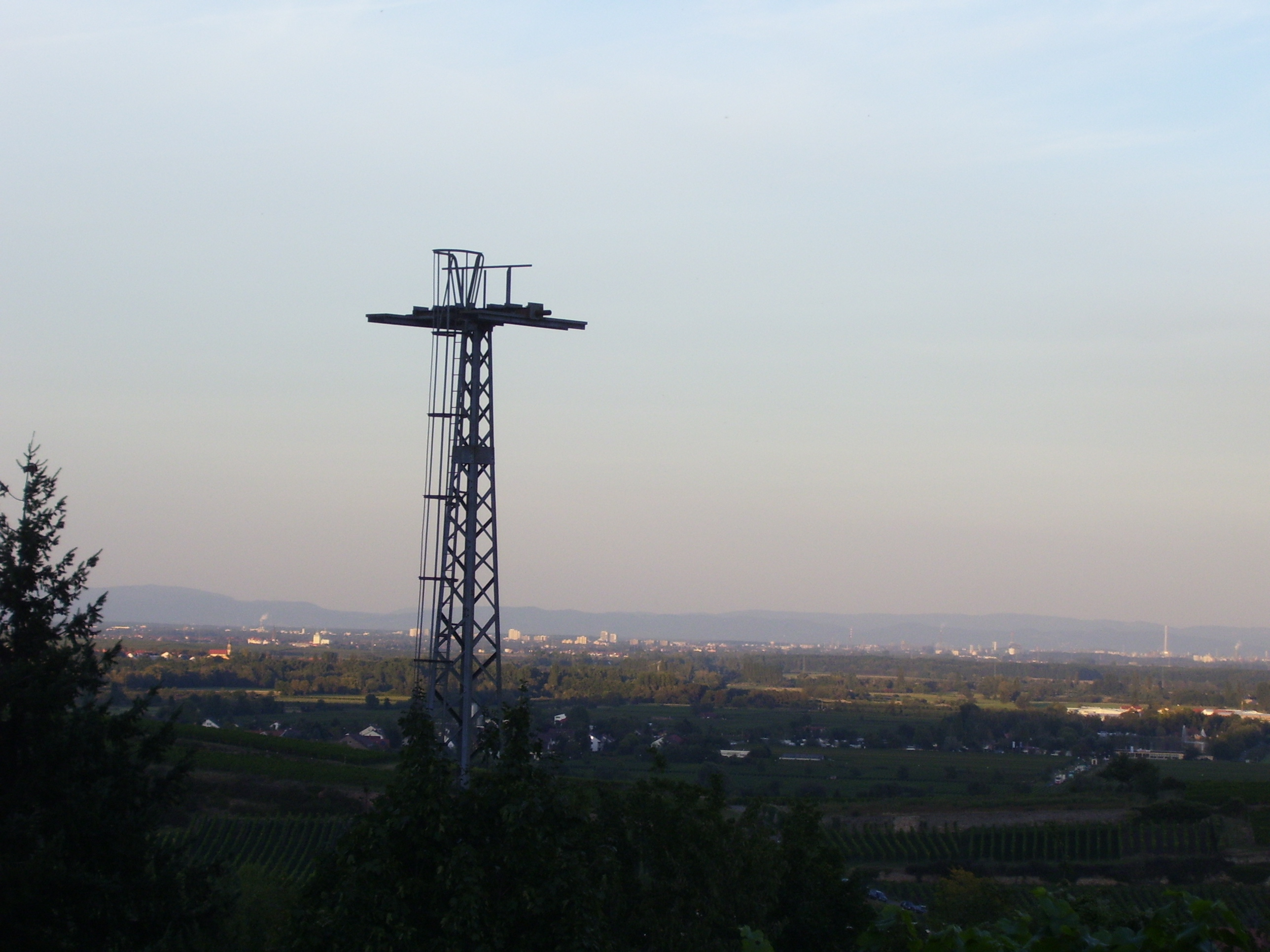
Die letzte nicht abgerissene Stütze der einstigen Gondelbahn Bad Dürkheim
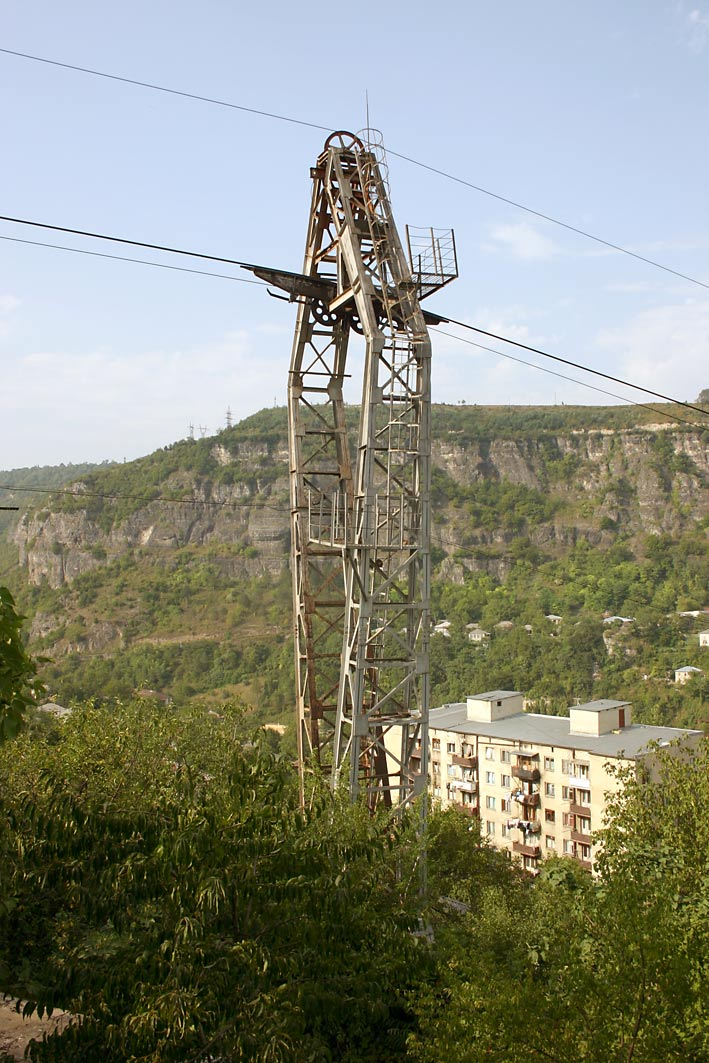
Stütze der einspurigen Pendelbahn in Tschiatura, Georgien
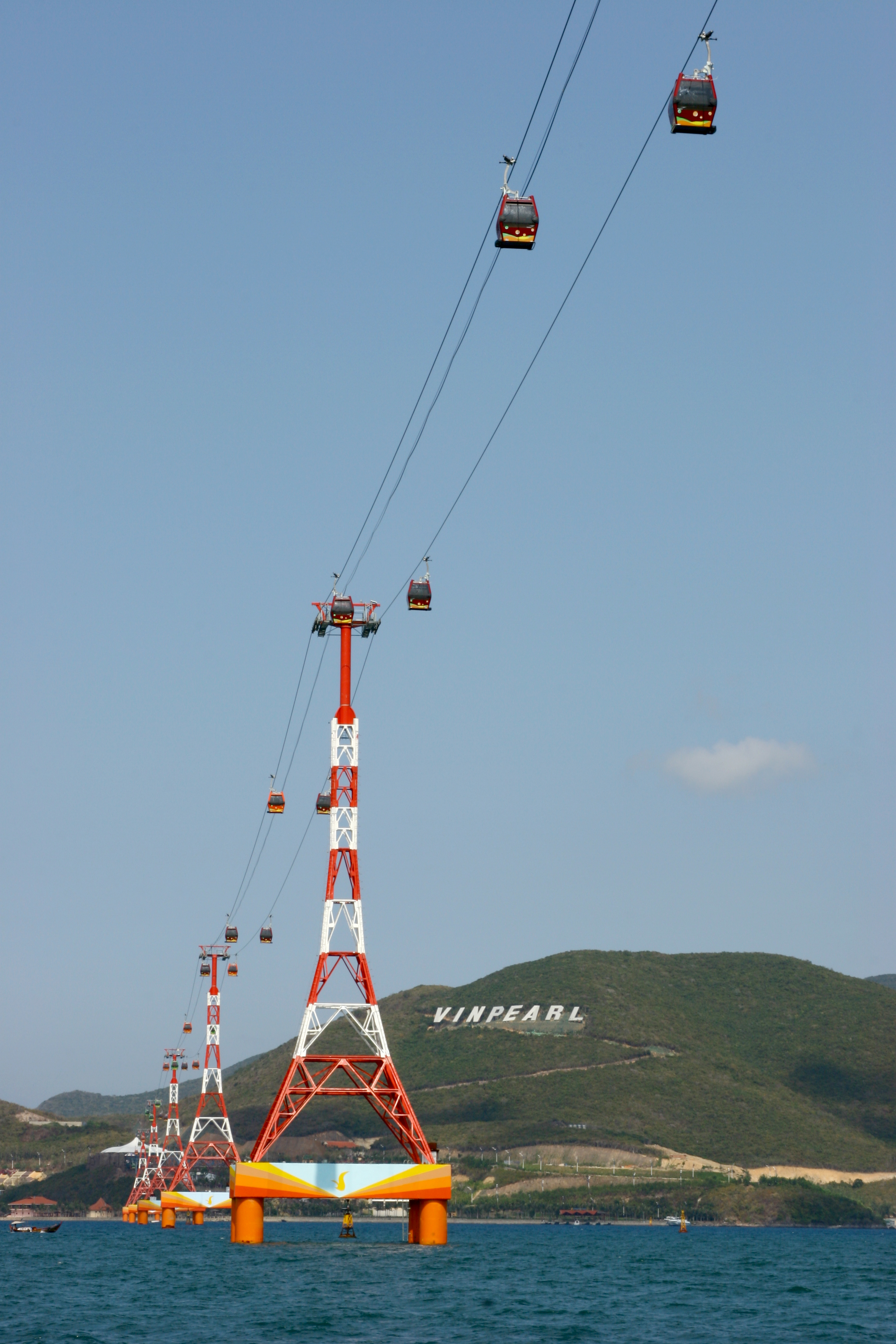
Stützen des Vinpearl Cable Car im Meer
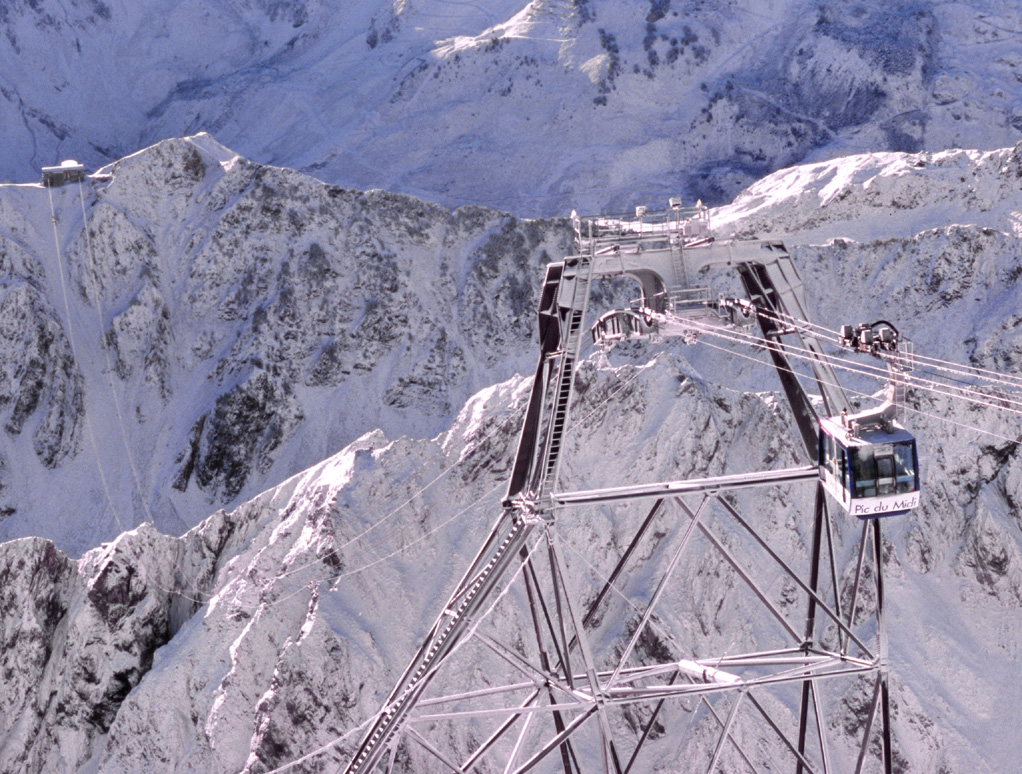
Stütze der Pendelbahn Pic du Midi in den Pyrenäen
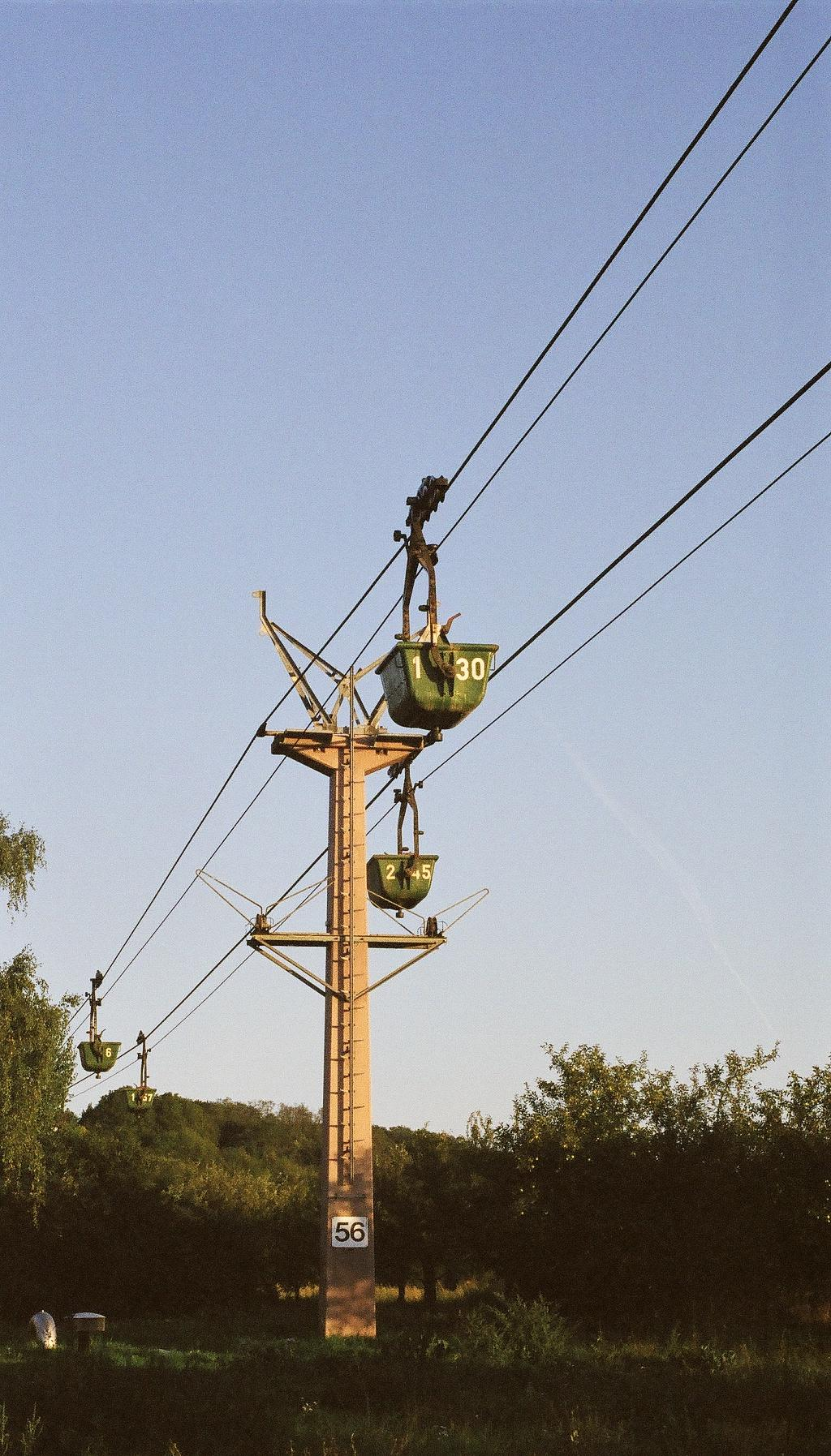
Stütze der Materialseilbahn in Nußloch
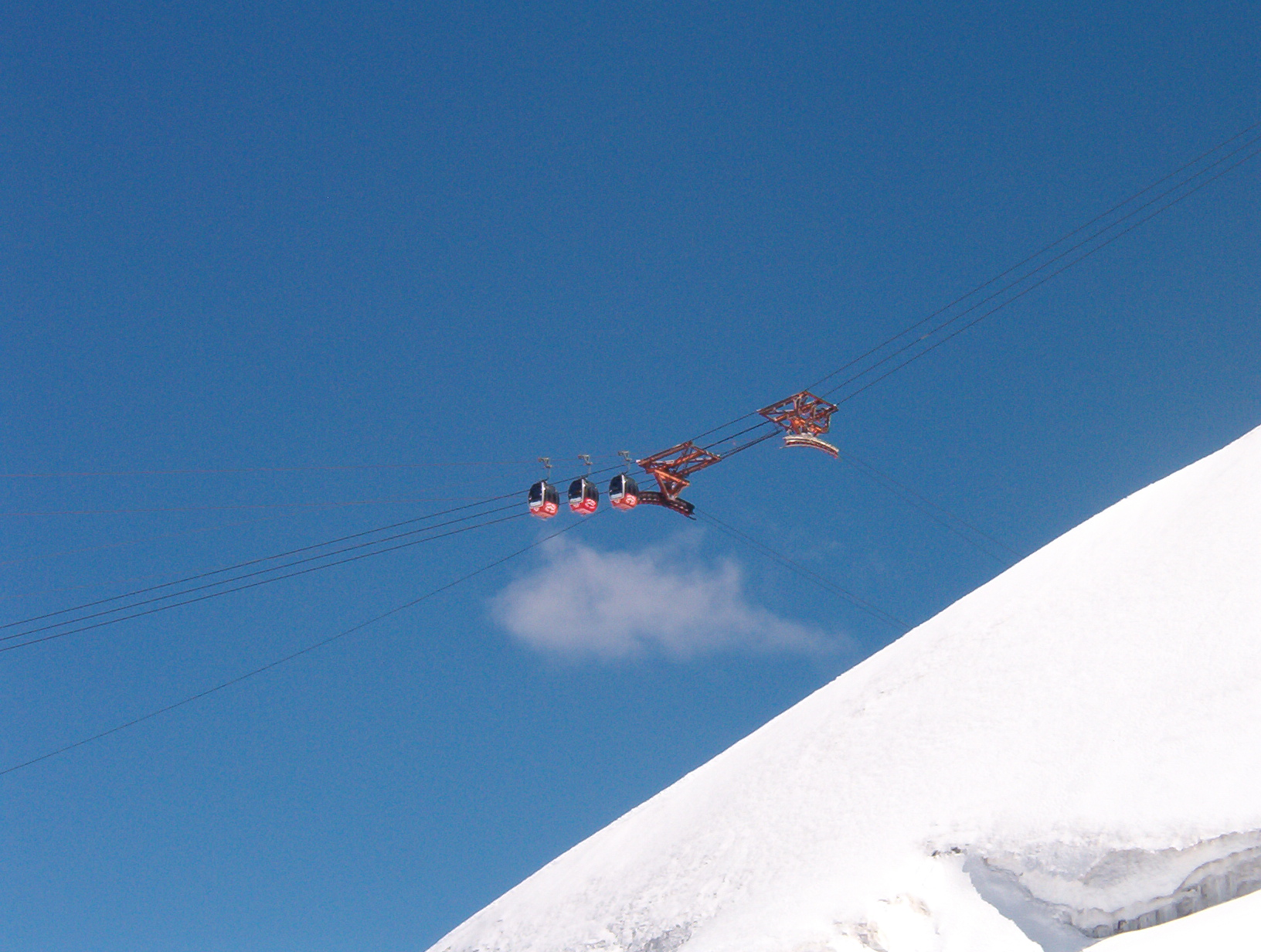
Hängende Stütze der Kleinkabinenbahn Vallée Blanche
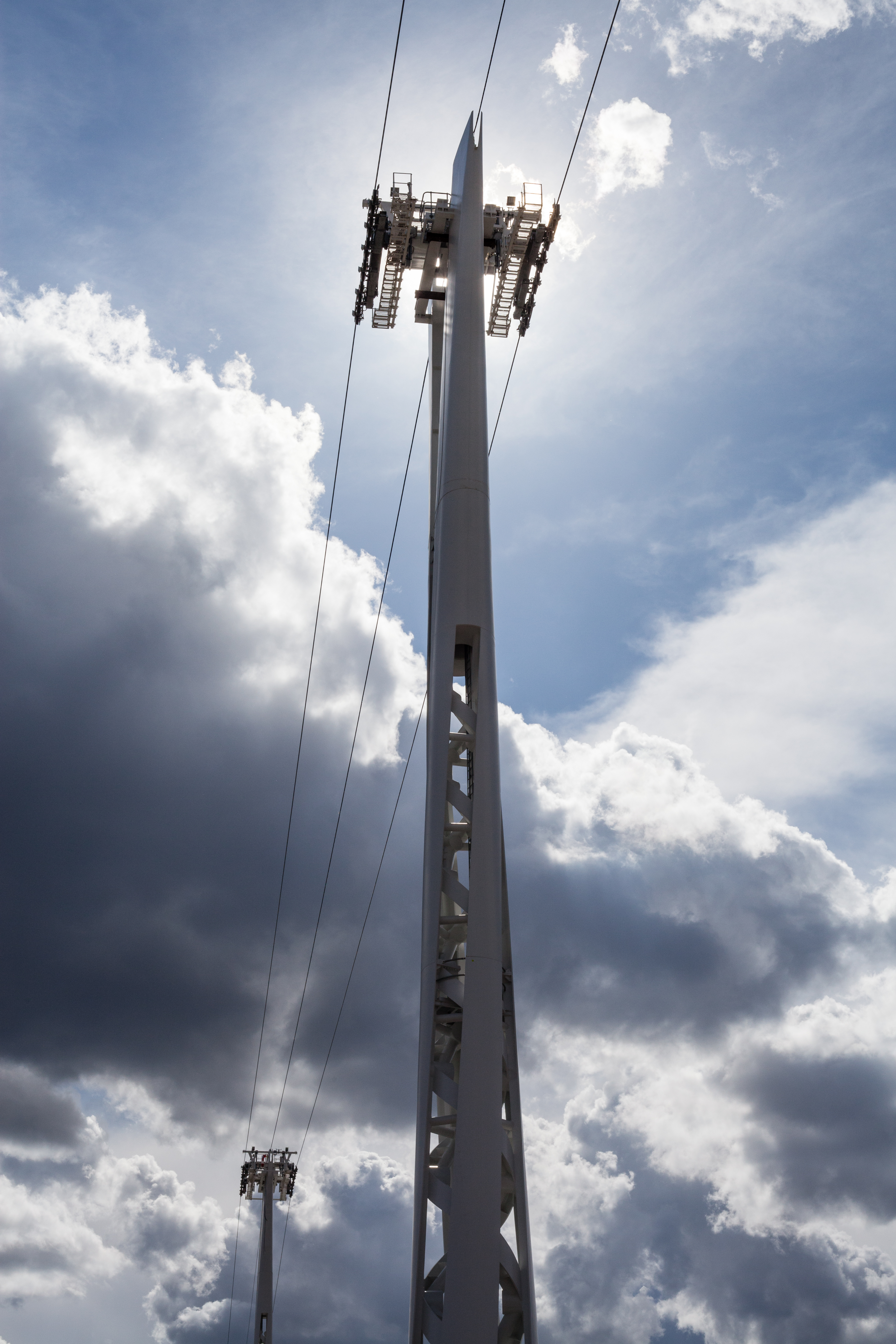
Stütze der London Cable Car in London
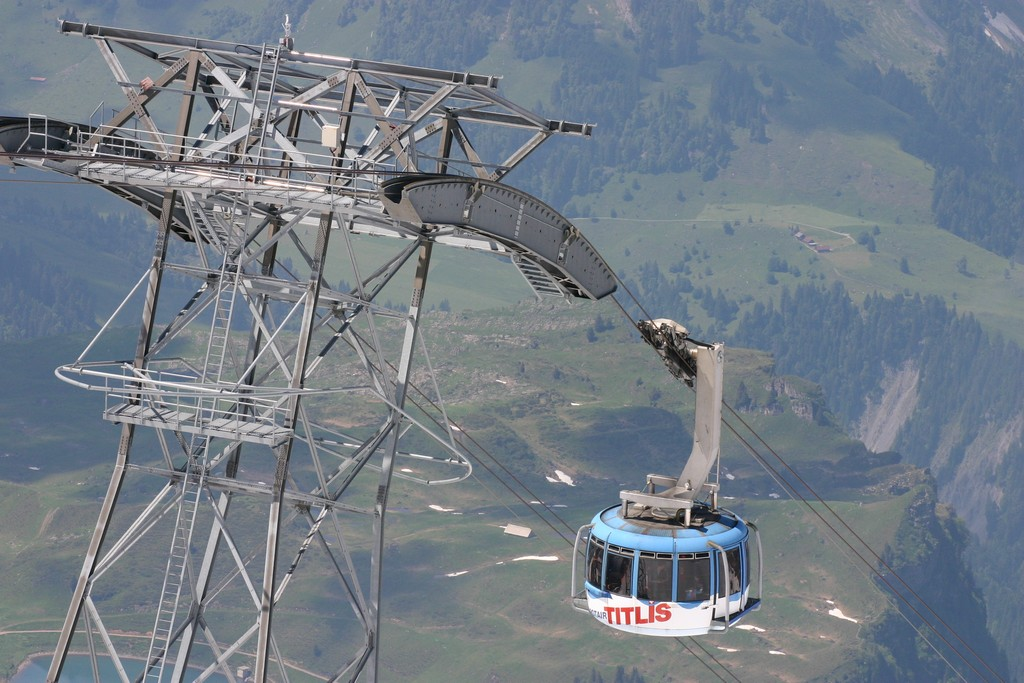
Tragseilschuhe an der Stütze einer Pendelbahn mit zwei Tragseilen

## Hohe Seilbahnstützen weltweit
| Name                                                         | Baujahr | Land        | Ort                    | Höhe     | Bemerkungen |  |
| ------------------------------------------------------------ | ------- | ----------- | ---------------------- | -------- | --- |  |
| Ha-Long-Queen-Seilbahn                                       | 2016    | Vietnam     | Ha Long                | 188,88 m | Höchste Seilbahnstütze der Welt; aus Beton in Gleitschalungsbauweise errichtet. |  |
| Seilbahn Hòn Thơm, Stütze 4                                  | 2017    | Vietnam     | Hòn Thơm               | 164 m    | Verbindung der Ferieninseln Phú Quốc und Hòn Thơm, die Stützen sind in Gleitschalungsbauweise errichtet.                                                                                            |  |
| Seilbahn Mokpo, Stütze 5                                     | 2018    | Südkorea    | Mokpo                  | 155 m    | Seilbahn über den Yeongsan, Stütze in Gleitschalungsbauweise errichtet. |  |
| Seilbahn Zugspitze                                           | 2017    | Deutschland | Garmisch-Partenkirchen | 127 m    | Höchste Stütze Europas, höchste Stahlfachwerkstütze weltweit |  |
| Gletscherbahn Kaprun 1; 3. Sektion                           | 1966    | Österreich  | Kaprun                 | 113,60 m | Höchste Stütze Europas bis 2017 |  |
| Skyway Monte Bianco 2. Sektion                               | 2015    | Italien     | Courmayeur             | 110 m    | |  |
| Mississippi Aerial River Transit Warehouse District, Algiers | 1984    | USA         | New Orleans            | 109 m    | Höchste Seilbahnstütze einer Gondelbahn bis 2016; Pfahlgründung 87 m tief; 1994 abgebaut |  |
| Torre Jaume I                                                | 1931    | Spanien     | Barcelona              | 107 m    | Seilbahnstütze mit Zwischenhaltestelle der Hafenseilbahn Barcelona |  |
| Piz Val Grondabahn                                           | 2013    | Österreich  | Ischgl                 | 96 m     | |  |
| Seilbahn Gant–Hohtälli II                                    | 1998    | Schweiz     | Zermatt                | 94 m     | |  |
| Singapore Cable Car II                                       | 1972    | Singapur    | Singapur               | 88 m     | vom Mount Faber nach Sentosa |  |
| Eibsee-Seilbahn II                                           | 1962    | Deutschland | Garmisch-Partenkirchen | 85 m     | |  |
| Wolga-Seilbahn Nischni Nowgorod, Stütze 4 und 5              | 2012    | Russland    | Nischni Nowgorod       | 82 m     | |  |
| 3S-Bahn Saukasergraben I                                     | 2004    | Österreich  | Kitzbühel              | 80 m     | |  |
| Aiguille des Grands Montets II                               | 1960    | Frankreich  | Chamonix               | 80 m     | |  |
| Materialseilbahn Mittersill I, II                            | 194?    | Österreich  | Mittersill             | 80 m     | Zwei je 80 Meter hohe Seilbahnstützen einer Materialseilbahn, die nie in Betrieb ging. Eine dieser Seilbahnstützen war eine Holz-, die andere eine Stahlkonstruktion. In den 50er Jahren demontiert |  |
| Singapore Cable Car I                                        | 1972    | Singapur    | Singapur               | 80 m     | |  |
| Torre Sant Sebastia                                          | 1931    | Spanien     | Barcelona              | 78 m     | Endhaltepunkt der Hafenseilbahn Barcelona |  |
| Wendelstein-Seilbahn I                                       | 1970    | Deutschland | Bayrischzell           | 75 m     | |  |
| Sandia Peak Tramway 1                                        | 1965    | USA         | Albuquerque            | 70,7 m   | schiefe, um 18 Grad geneigte Konstruktion |  |
| Mtazminda Einseilumlaufbahn                                  | 2017    | Georgien    | Tbilisi                | 69,7 m   | Fachwerkstütze №3 (im Bau) |  |
| Alpspitzbahn III                                             | 1972    | Deutschland | Garmisch-Partenkirchen | 67 m     | |  |
| Eibsee-Seilbahn I                                            | 1962    | Deutschland | Garmisch-Partenkirchen | 65 m     | |  |
| Vinpearl Cable Car 2–8                                       | 2007    | Vietnam     | Nha Trang              | 65 m     | Stahlstützen stehen auf 50 m hohem Betongerüst im Meer, Höhe insgesamt 115 m |  |
| Gletscherjet 4                                               | 2016    | Österreich  | Kitzsteinhorn          | 65 m     | Fachwerkstütze №6 |  |